# Bydgoski Chór Katedralny

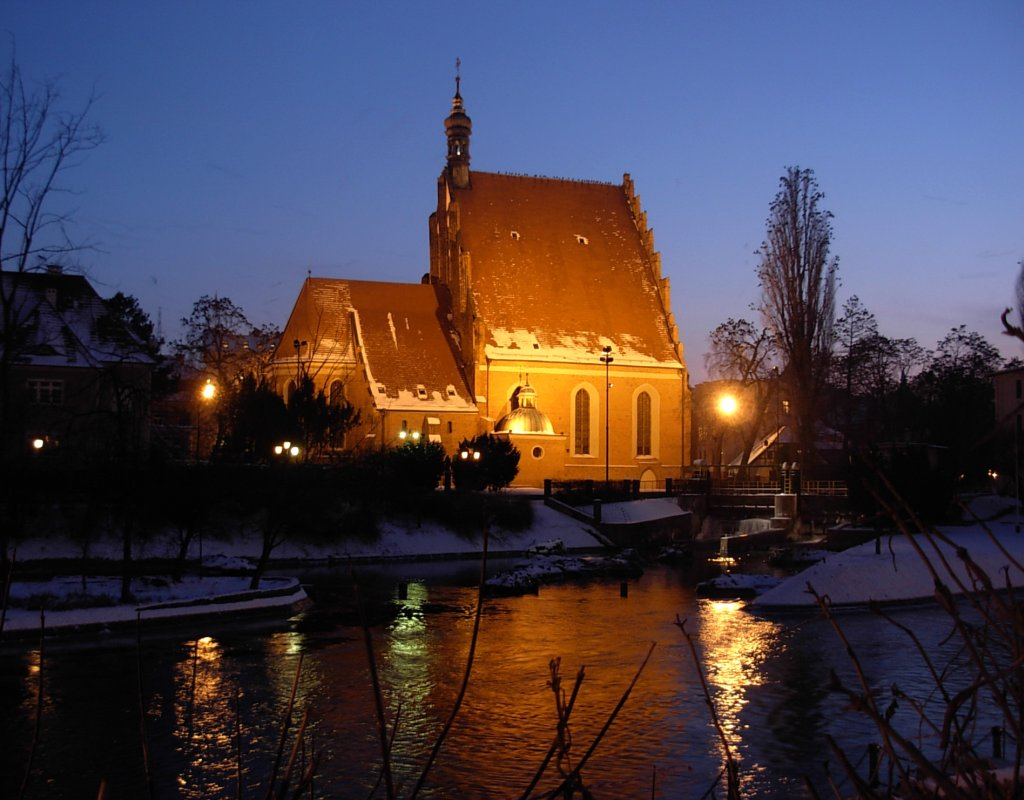
Katedra św. Marcina i Mikołaja w Bydgoszczy

Bydgoski Chór Katedralny – polski chór mieszany w Bydgoszczy.

## Charakterystyka
Bydgoski Chór Katedralny jest chórem kościelnym działającym pod patronatem parafii katedralnej w Bydgoszczy. W chórze śpiewają uczniowie szkół średnich, studenci i osoby pracujące. Repertuar składa się z europejskiej muzyki á cappella od XV do XXI wieku. Bydgoski Chór Katedralny bierze udział w ważnych uroczystościach kościelnych i państwowych odbywających się w katedrze, a także koncertuje w Polsce i za granicą. Jest członkiem Związku Chórów Kościelnych „Caecilianum”.

## Historia
Chór założono w październiku 1999 r. pod nazwą Bydgoski Chór Konkatedralny. Inicjatorem jego powstania był metropolita gnieźnieński ks. arcybiskup Henryk Józef Muszyński. Z chwilą ustanowienia diecezji bydgoskiej 25 marca 2004 r. zmienił nazwę na obecną. Zespół działa przy katedrze w Bydgoszczy, a jego dyrygentem od początku istnienia jest Mariusz Kończal. Od 2002 r. w ramach chóru działa Zespół Wokalny Katedry w Bydgoszczy. 
W latach 2001–2010 chór zdobył wiele nagród i wyróżnień w Polsce i za granicą. W 2002 r. był organizatorem I Przeglądu Chóralnej Pieśni Pasyjnej w Bydgoszczy, a od 2003 r. jest współorganizatorem Ogólnopolskiego Konkursu Pieśni Pasyjnej w Bydgoszczy